# Parque nacional del Pantanal Matogrossense
El Parque Nacional del Pantanal Matogrossense es un parque nacional situado en el suroeste de Mato Grosso, un estado de Brasil. Con 136.028,00 hectáreas, tiene el objetivo de proteger y preservar todo el ecosistema del pantanal, así como su biodiversidad, manteniendo un equilibrio dinámico y la integridad ecológica de los ecosistemas contenidos en el Parque.
El Área de Conservación del Pantanal está considerada como Patrimonio de la Humanidad por la UNESCO donde está incluido el parque nacional.

## Geografía

### Clima
Con las características tropicales continentales, la temperatura media está entre 23° y 25 °C, con una precipitación anual media de unos 1000 mm. El régimen de lluvias es tropical, presentando una época seca, de mayo a septiembre, y la de lluvias que comprende de octubre a abril, de ahí los meses que van de diciembre a febrero son los más lluviosos.

### Relieve
El pantanal abarca la totalidad, y se caracteriza por una enorme superficie de acumulación, de topografía muy plana y sujeta a inundaciones, vertiendo sus aguas hacia el Río Paraguay. 

### Vegetación
Se caracteriza por un área de intersección ecológica entre la región fitoecológica de la sabana o "Cerrado" y de la bosque estacional. La cubierta vegetal se clasifica por la sabana gramíneo-leñosa, bosque caduco aluvial y bosque caduco de las tierras bajas.

### Fauna
El Pantanal Matogrosense es uno de los ecosistemas más productivos de Brasil. Las condiciones ambientales favorecen el establecimiento de gran variedad de fauna. Se puede observar distinta fauna terrestre como mamíferos (capibara, ciervo de los pantanos, jaguatirica, lontra, cutia), aves (garza marrón, garza blanca) y reptiles (caimanes).
- Datos: Q3179800
- Multimedia: Parque Nacional do Pantanal Matogrossense / Q3179800